# Gynoplistia (Gynoplistia) rubribasis
Gynoplistia (Gynoplistia) rubribasis is een tweevleugelige uit de familie steltmuggen (Limoniidae). De soort komt voor in het Australaziatisch gebied.